# Park-šuma Lisičina
Park-šuma Lisičina, park-šuma u Hrvatskoj i jedna od 17 park-šuma na prostoru Grada Zagreba. Prostire se na zapadu Zagreba, podno Medvednice.
Park-šuma Lisičina je jedna od najmanjih gradskih park-šuma. Prostire se u zapadnom dijelu Zagreba, na grebenu nedaleko od Zelene magistrale, na nadmorskoj visini između 161 i 225 m n.m. Prirodnu potencijalnu vegetaciju na većem dijelu površine predstavlja biljna zajednica hrasta kitnjaka i običnoga graba. S obzirom na to da je to jedina park-šuma između Susedgrada i Kustošije, ona je vrijedno ekološko uporište u tom dijelu Zagreba. Pripada mjesnom odboru Gornji Stenjevec u gradskoj četvrti Podsused – Vrapče.
Ova je park-šuma u privatnom vlasništvu, šumske površine 6,10 ha. Ukupna površina iznosi 21,80 ha. Šume su male drvne zalihe, svojstvene većini privatnih šuma koje su degradirane prija svega zbog nestručnog gospodarenja. Godine 1997. bilo je nužno postupnim radovima njege formirati suvisliju sastojinu uz obnovu plješina, sadnjom pionirskih vrsta drveća (breza, topola, vrba, smreke, borovi i dr.). Ostale površine detaljnim projektom staviti u funkciju park-šume bilo pošumljavanjem ili pak stvaranjem slobodnih njegovanih zelenih površina. Državnih šuma u Park-šumi Lisičini je 0 ha, privatnih 6,10 ha, ostalih površina 15,70 ha. Prosječna drvna zaliha je 100 prostornih metara po hektaru. Prosječni godišnji tečajni prirast je 4,00 prostorna metra po hektaru.